# Sümeyye Manz
Sümeyye Manz, geborene Gülec, (* 30. Oktober 1989 in Nürnberg) ist eine deutsche Taekwondo-Kämpferin. Sie ist 16-fache deutsche Meisterin und auch international erfolgreich.

## Werdegang
Sümeyye Manz begann mit dem Taekwondo-Sport im Alter von fünf Jahren im Verein ihres Onkels Özer Gülec (Taekwondo Özer in Nürnberg). Auch heute startet sie noch für ihren Heimatverein TKD Özer, trainiert aber die meiste Zeit unter dem Bundeswehr-Bundestrainer Georg Streif und dem Damen-Bundestrainer Carlos Esteves. Seit 2007 ist sie als Sportsoldatin bei der Bundeswehr tätig. Am 18. April 2009 heiratete sie den ebenfalls erfolgreichen Taekwondoin Daniel Manz. Am 26. Juni 2009 wurde ihr Sohn Aurelio Kaan geboren, am 25. April 2013 folgten die Zwillinge İlyas und Taylan.
Ihren ersten internationalen Auftritt hatte sie bei den Jugend-Europameisterschaften 2003 in Athen, bei der sie in der Klasse bis 42 kg den 5. Platz belegte.
Ein Jahr später nahm sie an den Jugend-Weltmeisterschaften in Südkorea teil ohne die vorderen Ränge zu erreichen.
Der erste Saisonhöhepunkt 2005 war die Jugend-EM in Baku. Dort kämpfte sie in der Klasse bis 46 kg und gewann Bronze. Kurz darauf trat sie mit 15 Jahren das erste Mal bei Taekwondo-Weltmeisterschaften der Senioren an. Dort kämpfte sich Manz in der Klasse bis 47 kg bis ins Halbfinale vor und verlor nach 2:0-Führung noch mit 2:3 gegen die spätere Weltmeisterin Belen Asensio aus Spanien. Das reichte jedoch zum Gewinn der Bronzemedaille. Am Ende des Jahres konnte sie bei den Europameisterschaften in Riga erneut die Bronzemedaille gewinnen.
2006 gewann sie die Belgien Open und wurde Zweite bei den German Open. Außerdem gewann sie nach fünf Deutschen Jugend- und Juniorentiteln erstmals die Deutschen Meisterschaften der Damen. Bei der Jugend-WM in Vietnam konnte sie keine herausragenden Ergebnisse erzielen. 2007 wurde sie erneut Deutsche Meisterin und gewann die German Open, die Trelleborg Open und die US Open. Bei der WM in Peking schied sie in der zweiten Runde aus.
2008 konnte sie bei den Europameisterschaften in Rom das erste Mal bei großen, internationalen Meisterschaften ganz oben auf dem Podest stehen. Durch einen Finalsieg über die Türkin Kadriye Selimoglu gewann sie die Goldmedaille und verhalf der deutschen Mannschaft zum zweiten Platz im Medaillenspiegel. Kurze Zeit später belegte sie den 3. Platz bei den CISM-Militär-Weltmeisterschaften in Seoul.
Anfang 2008 löste Sümeyye Manz das Olympiaticket durch einen dritten Platz bei der europäischen Olympiaqualifikation in Istanbul. Damit war sie eine von vier deutschen Taekwondo-Kämpfern bei den Olympischen Spielen 2008 in Peking. Bei den Olympischen Spielen konnte sie nicht die Medaillenränge erreichen. Sie schied bereits in der ersten Runde gegen Dalia Contreras Riveiro aus Venezuela aus, die später eine Bronzemedaille gewann.
Aufgrund ihrer türkischen Abstammung ist Sümeyye Manz im Vorfeld der Olympischen Spiele wiederholt das Opfer von Neonazi-Angriffen im Internet geworden.
Bei den Junioren-Europameisterschaften 2010 in Charkiw gewann sie die Silbermedaille. Im selben Jahr wurde sie ebenfalls Zweite bei den CISM-Militär-Weltmeisterschaften in Saint-Jean-sur-Richelieu.
2011 qualifizierte sie sich für die Teilnahme an ihren dritten Weltmeisterschaften. Wie schon 2005 konnte sie bei den Taekwondo-Weltmeisterschaften 2011 in Gyeongju die Bronzemedaille gewinnen, eine von zwei Medaillen des Teams der Deutschen Taekwondo Union (DTU).
Sümeyye Manz und Helena Fromm sind damit die einzigen deutschen Taekwondo-Sportlerinnen, die bei zwei Senioren-Weltmeisterschaften Medaillen gewinnen konnten.
Im Januar 2012 qualifizierte sich Manz durch einen zweiten Platz beim europäischen Taekwondo-Qualifikationsturnier im russischen Kasan für die Olympischen Spiele 2012 in London.

## Erfolge
Bei den europäischen A-Class-Turnieren stand sie bereits zwölfmal auf dem Siegertreppchen, davon siebenmal ganz oben. 2005 erreichte sie bei den Europameisterschaften der Junioren und der Senioren jeweils den dritten Platz. 2010 erkämpfte sie sich sowohl bei den Junioren-Europameisterschaften als auch bei den Militär-Weltmeisterschaften Silber. Ihre bisher größten Erfolge sind die Bronzemedaillen bei den Taekwondo-Weltmeisterschaften 2005 und 2011, die Goldmedaille bei den Europameisterschaften 2008 sowie die Qualifikation zu den Olympischen Spielen 2008 und 2012.